# Grindadráp

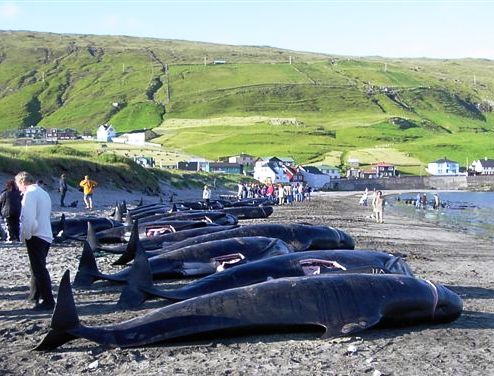
Gedode grienden op het strand van Suðuroy.

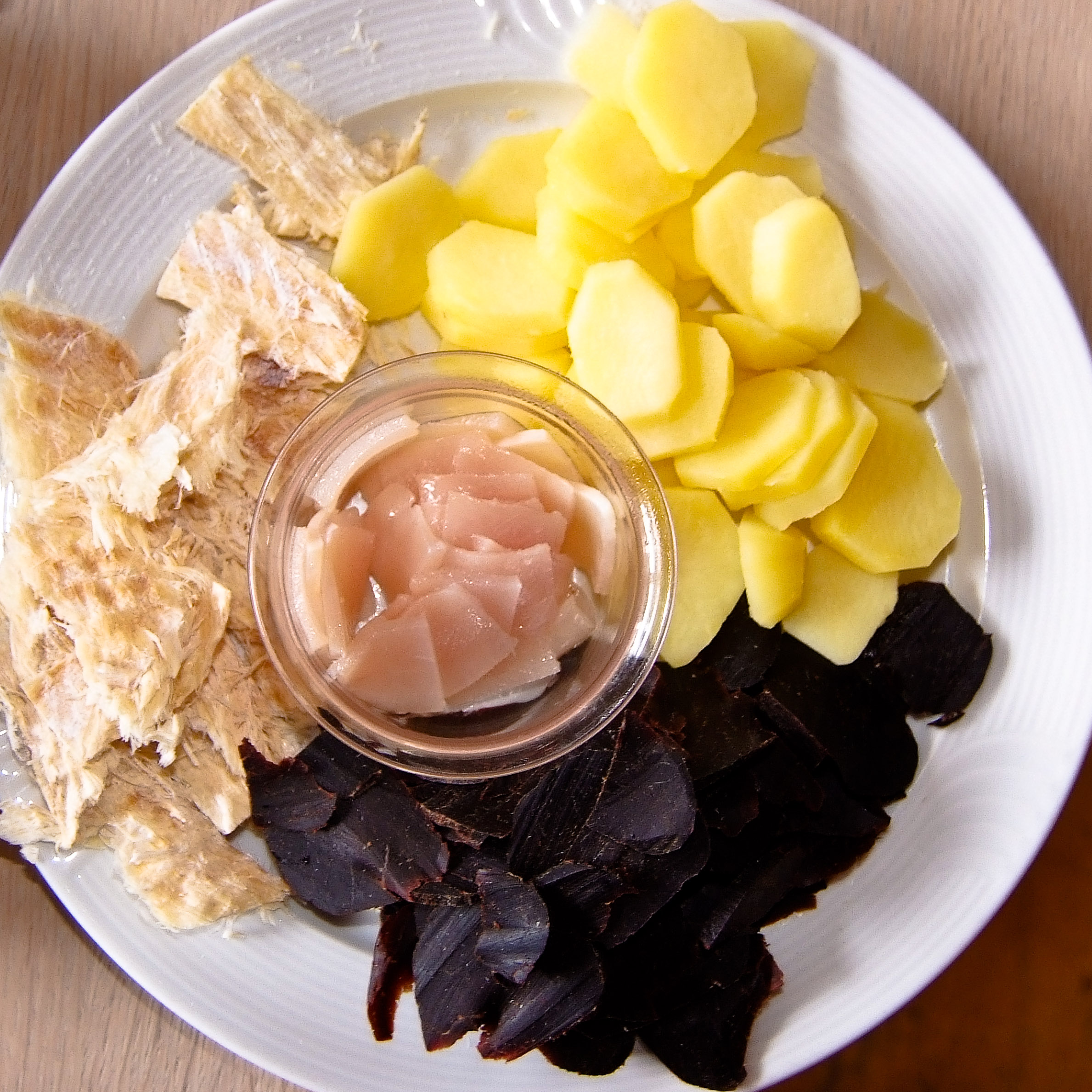
Tvøst og spik (walvisvlees met vet) is een typisch Faeröers gerecht. De zwarte stukken zijn vlees en in het bakje in het midden ligt het vet, de blubber.

Grindadráp, Faeröers voor Griendenjacht, is een traditionele vorm van visserij op de Faeröer-eilanden. De jacht is volgens de Faeröers niet commercieel en voorziet in vijftien procent van vis-vleesconsumptie. De vangst wordt onder de lokale bevolking verdeeld. 
De jacht wordt als volgt uitgevoerd. Een willekeurige schipper kan een groep grienden waarnemen in de buurt van een van de eilanden. Wanneer het weer gunstig is, wordt de jacht dan spontaan georganiseerd onder leiding van de lokale politie. Mensen krijgen vrij en er wordt massaal uitgerukt met boten. De grienden worden opgespoord en vervolgens een baai ingedreven en gedood door middel van een kleine harpoen die vanuit een bootje in het luchtgat wordt gestoken.
De griendenjacht wordt al sinds de negende eeuw uitgevoerd en is sinds die tijd een belangrijk onderdeel van de Faeröerse keuken. In de schapenbrief, de allereerste wettekst uit 1298, worden al regels omtrent de walvisvaart gedicteerd.
De jacht is omstreden en wordt door veel internationale dierenrechtenorganisaties veroordeeld als zijnde wreed en onnodig. Op de Faeröer wordt het gezien als een belangrijke traditie en kan discussiëren over het onderwerp gevoelig liggen. Doordat er steeds meer internationale aandacht is, is de jacht in toenemende mate aan regelgeving onderhevig.